# Braco alemán de pelo duro
El braco alemán de pelo duro (en alemán:  Deutsch Drahthaar) es una raza de perro de caza originaria de Alemania, utilizada también como animal de compañía.
Su cría se inició a finales del siglo XIX, donde fue el resultado de la cuidadosa mezcla y cruce del grifón korthals, el braco alemán de pelo corto, el grifón de pelo duro y el pudelpointer. En pocos años, el drahthaar se ha convertido, tanto en Alemania como en otros países, en uno de los perros de caza más consolidados.

## Descripción
El braco alemán de pelo duro es un perro musculoso, de tamaño mediano a grande y de apariencia distintiva. De tamaño equilibrado y constitución robusta, las características más distintivas de la raza son su pelaje resistente a la intemperie, parecido a un alambre, y su mobiliario facial. Típicamente braco en carácter y estilo, el Drahthaar es un cazador inteligente, enérgico y decidido. La cola suele ser cortada a dos quintas partes de la longitud natural. En los países donde está prohibido el corte, la cola debe tener la longitud suficiente para llegar hasta los corvejones. Como todos los bracos alemanes, tienen patas palmeadas. Este perro puede tener una apariencia similar y por eso a veces se confunde con el Spinone, el grifón de pelo duro o el grifón korthals.

### Pelaje
El pelaje funcional y duro es la característica más distintiva de la raza. Un perro debe tener el pelaje correcto para ser del tipo correcto. El abrigo es resistente a la intemperie y repelente al agua. La capa interna es lo suficientemente densa en invierno como para aislar contra el frío, pero es tan delgada en verano que resulta casi invisible. La capa exterior distintiva es recta, áspera, nervuda y plana, y mide de una a dos pulgadas de largo. El pelaje exterior es lo suficientemente largo como para proteger contra el castigo de una cubierta áspera, pero no tan largo como para ocultar el contorno del perro. En la parte inferior de las piernas el pelaje es más corto y entre los dedos es de textura más suave. En el cráneo, el pelaje es naturalmente corto y ceñido. Sobre los hombros y alrededor de la cola es muy denso y pesado. La cola está muy bien cubierta, especialmente en la parte inferior, pero carece de plumas. Las cejas son de pelo fuerte y liso. La barba y los bigotes son de longitud media. Los pelos de las manchas hepáticas de un perro hígado y blanco pueden ser más cortos que los pelos blancos. Un pelaje corto y liso, un pelaje de lana suave o un pelaje excesivamente largo serán severamente penalizados al exhibirlos. Si bien mantiene una textura áspera y áspera, el pelaje de un cachorro puede ser más corto que el de un adulto. El pelaje del cachorro debe medir menos de una pulgada y el pelaje del adulto debe mantenerse a una pulgada de largo.

### Colores
Los colores son hígado (marrón) y blanco o blanco y negro, generalmente con algunas manchas sólidas, e hígado sólido (marrón) con o sin una mancha blanca en el pecho.

## Temperamento
El carácter del drahthaar se describe en el estándar de la FCI como «firme, seguro de sí mismo, equilibrado, sin miedo al juego, ni tímido ni agresivo». El braco alemán de pelo duro es un perro enérgico cuando caza, pero amable en casa. Disfruta de la compañía de los niños y muestra mucho cariño hacia su amo; puede ser desconfiado con los extraños.

## Salud
Algunas ramas son propensas a desarrollar displasia de cadera, infecciones de oído, enfermedades oculares genéticas y cáncer de piel.